# Ancistrus centrolepis
Ancistrus centrolepis är en fiskart som beskrevs av Regan, 1913. Ancistrus centrolepis ingår i släktet Ancistrus och familjen Loricariidae. Inga underarter finns listade i Catalogue of Life.